# Głuchy telefon (gra)

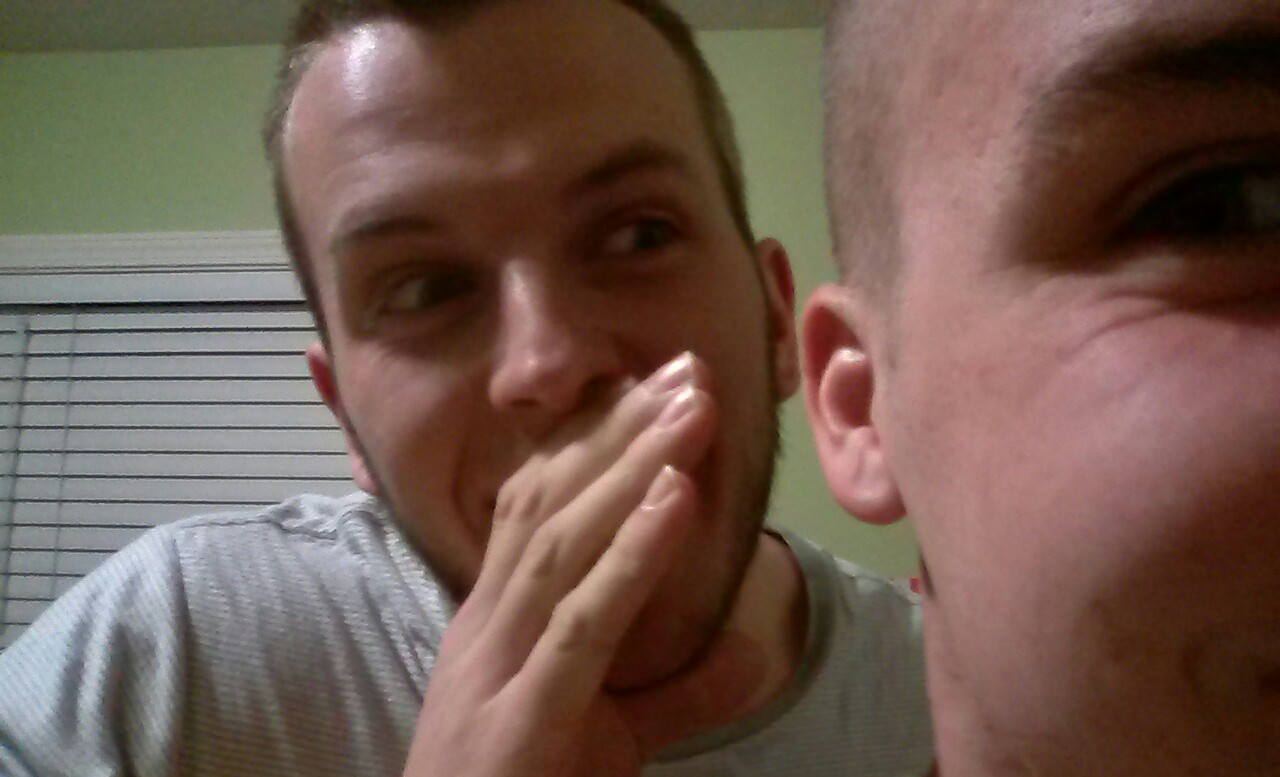
Uczestnicy podczas gry

Głuchy telefon – zabawa dziecięca dla dowolnej liczby uczestników. 

## Zasady
Uczestnicy zabawy siadają w kręgu i wybierają osobę, która rozpocznie grę. Jej zadaniem jest wymyślenie słowa lub zdania, które „na ucho” szepce kolejnej osobie. Ta zaś, w taki sam sposób, przekazuje następnej dokładnie to, co zrozumiała. I tak aż do ostatniego uczestnika gry. Ostatnia osoba głośno powtarza to, co usłyszała. Zabawa polega na tym, że przekazywana wiadomość nie jest powtarzana (przekazujący wypowiada słowo lub zdanie tylko raz), co powoduje że jest ona stopniowo zniekształcana i jej końcowe brzmienie jest na ogół całkowicie odmienne od pierwotnego.